# Phoebe Paterson Pine
Phoebe Paterson Pine, née le 3 décembre 1997 à Cheltenham, est une archère handisport britannique. Elle est sacrée championne paralympique lors des Jeux de 2020.

## Biographie
Paterson Pine est née avec une spina bifida. Ancienne nageuse, elle débute le tir à l'arc lors de vacances familiales à Center Parcs lors des Jeux olympiques d'été de 2012. Elle fait ses études à l'Université de Worcester.
Pour ses premiers Jeux en 2021 à Tokyo, elle remporte la médaille d'or dans l'épreuve libre en arc à poulies féminin en battant la numéro mondiale, sa compatriote Jessica Stretton.

## Palmarès
Jeux paralympiques
- médaille d'or à l'épreuve individuelle catégorie arc à poulies aux Jeux paralympiques d'été de 2020 à  Tokyo